# Armenischer Fußballpokal 2006
Der armenische Fußballpokal 2006 war die 15. Austragung des Pokalwettbewerbs in Armenien.
12 Mannschaften, davon vier Reserveteams nahmen teil. Titelverteidiger MIKA Aschtarak gewann zum fünften Mal den Pokal. Im Finale wurde der FC Pjunik Jerewan mit 1:0 besiegt. MIKA nahm am UEFA-Pokal teil.

## Modus
Der Pokal wurde in vier Runden ausgetragen. Bis zum Halbfinale wurden die Sieger in Hin- und Rückspiel ermittelt. Bei Torgleichstand entschied zunächst die Anzahl der Auswärts erzielten Tore, danach eine Verlängerung, wurde in dieser nach zweimal 15 Minuten keine Entscheidung erreicht, folgte ein Elfmeterschießen, bis der Sieger ermittelt war. Das Finale wurde in einem Spiel in Jerewan ausgetragen.

## Achtelfinale
Folgende Vereine hatten ein Freilos: FC Banants Jerewan, FC Kilikia Jerewan, MIKA Aschtarak und FC Pjunik Jerewan.
| Datum             |                     | Gesamt |                      | Hinspiel | Rückspiel |
| ----------------- | ------------------- | ------ | -------------------- | -------- | --------- |
| 25.03./01.04.2006 | Gandsassar Kapan    | 7:1    | MIKA Aschtarak 2     | 3:1      | 4:0       |
| 25.03./01.04.2006 | FC Pjunik Jerewan 2 | 1:3    | FC Banants Jerewan 2 | 1:0      | 0:3       |
| 26.03./02.04.2006 | FA Ararat Jerewan   | 7:1    | FA Ararat Jerewan 2  | 4:0      | 3:1       |
| 26.03./02.04.2006 | FC Schirak Gjumri   | 2:1    | Haj Ari Jerewan      | 0:1      | 2:0       |

## Viertelfinale
| Datum             |                    | Gesamt          |                      | Hinspiel | Rückspiel |
| ----------------- | ------------------ | --------------- | -------------------- | -------- | --------- |
| 05.04./09.04.2006 | Gandsassar Kapan   | 1:3             | MIKA Aschtarak       | 1:0      | 0:3       |
| 05.04./09.04.2006 | FC Kilikia Jerewan | 2:2 (4:3 n. V.) | FC Banants Jerewan 2 | 1:1      | 1:1 n. V. |
| 06.04./10.04.2006 | FC Pjunik Jerewan  | 2:2 (6:5 n. V.) | FA Ararat Jerewan    | 1:1      | 1:1 n. V. |
| 06.04./10.04.2006 | FC Schirak Gjumri  | 1:2             | FC Banants Jerewan   | 0:0      | 1:2       |

## Halbfinale
| Datum             |                   | Gesamt    |                    | Hinspiel | Rückspiel |
| ----------------- | ----------------- | --------- | ------------------ | -------- | --------- |
| 19.04./26.04.2006 | MIKA Aschtarak    | 4:0       | FC Schirak Gjumri  | 3:0      | 1:0       |
| 19.04./26.04.2006 | FC Pjunik Jerewan | (a)2:2(a) | FC Banants Jerewan | 1:0      | 1:2       |

## Finale
| MIKA Aschtarak                                                      | MIKA Aschtarak | FC Pjunik Jerewan | FC Pjunik Jerewan |
| ------------------------------------------------------------------- | --- | --- | ----------------- |
| MIKA Aschtarak                                                      | \| 9. Mai 2006 in Jerewan (Wasken Sarkissjan Republikanisches Stadion) \| \| Ergebnis: 1:0 (1:0) \| \| Zuschauer: 1.400 \| \| Schiedsrichter: Karen Nalbandjan \| | \| 9. Mai 2006 in Jerewan (Wasken Sarkissjan Republikanisches Stadion) \| \| Ergebnis: 1:0 (1:0) \| \| Zuschauer: 1.400 \| \| Schiedsrichter: Karen Nalbandjan \| | FC Pjunik Jerewan |
| MIKA Aschtarak                                                      | Felix Hakobjan – Armen Petikjan, Howhannes Tahmasjan, Gratschjan Mikaeljan, Artasches Antonjan – Arsen Melojan, Tigran Dawtjan (75. Marat Mkrttschjan), Alex Henrique da Silva, Artasches Adamjan (56. Artjom Adamjan) – Pavel Juschkow (70. Kleber Silva Nascimento), Armen Schahgeldjan Cheftrainer: Armen Adamjan | Geworg Kasparow – Sargis Howsepjan , Robert Arsumanjan, Aleksandr Tadewosjan (60. Geworg Ghasarjan), Rafael Safarjan (32. Tigran Gharabaghtsjan) – Aghwan Mkrttschjan, Lewon Patschadschjan, Boris Melkonjan, Rafael Nasarjan – Artur Woskanjan (70. Valeri Aleksanjan), Arsen Awetissjan Cheftrainer: Samvel Petrosjan | FC Pjunik Jerewan |
| MIKA Aschtarak                                                      | 1:0 Armen Schahgeldjan (24.) | | FC Pjunik Jerewan |
| MIKA Aschtarak                                                      | Armen Petikjan, Artasches Antonjan, Alex Henrique da Silva, Kleber Silva Nascimento, Marat Mkrttschjan | Artur Woskanjan, Aleksandr Tadewosjan | FC Pjunik Jerewan |
| 9. Mai 2006 in Jerewan (Wasken Sarkissjan Republikanisches Stadion) | | |                   |
| Ergebnis: 1:0 (1:0)                                                 | | |                   |
| Zuschauer: 1.400                                                    | | |                   |
| Schiedsrichter: Karen Nalbandjan                                    | | |                   |